# Lagobaddi of Kruiswoordraadsel op zondag
Lagobaddi of Kruiswoordraadsel op zondag is een hoorspel van Ágnes Mária Csiky. Lagobaddi - oder das Sonntagsrätsel werd op 27 april 1968 door de Westdeutscher Rundfunk uitgezonden. C. Denoyer vertaalde het en de VARA zond het uit op zaterdag 6 april 1968 (met een herhaling op woensdag 17 februari 1971). De regisseur was Ad Löbler. Het hoorspel duurde 30 minuten.

## Rolbezetting
- Frans Somers (Martin)
- Wiesje Bouwmeester (Elisabeth)
- Herman van Eelen (de onbekende)
- Cok Henneman (de politieman aan de telefoon)

## Inhoud
Anders dan bij de gestandaardiseerde kruiswoordraadsels, waarin Martin gewend is zijn geestelijke overwinningen te behalen, anders ook dan in de avonturen van een Sherlock Holmes, die Elisabeth in haar fauteuil moeiteloos kan nabeleven, staan beiden machteloos en schuw tegenover het raadsel "Lagobaddi". Mogelijkerwijze zou dat raadsel zijn verschrikking verliezen als ze zich in het avontuur zouden storten het op te lossen, maar het echtpaar geeft de voorkeur aan surrogaten voor de eigen beleving en houdt zich liever bezig met raadsels die ongetwijfeld uitkomen, omdat hun oplossing al bij voorbaat vaststaat...